# Karol Linetty
Karol Linetty, född 2 februari 1995 i Żnin, är en polsk fotbollsspelare som spelar som mittfältare för Torino. Han spelar även för det polska landslaget.

## Klubbkarriär
Den 2 november 2012 fick Linetty debutera i Ekstraklasa för Lech Poznań i en match mot Wisła Kraków.
Den 26 augusti 2020 värvades Linetty av Torino, där han skrev på ett fyraårskontrakt.

## Landslagskarriär
Linetty gjorde sitt första landslagsmål i en landskamp mot Norge den 18 januari 2014. Polen vann matchen 0:3 och Linetty gjorde Polens tredje mål i matchen som dessutom var hans debut i landslagssammanhang.